# David Ignatius
David Ignatius (Washington D.C., 26 mei 1950) is een Amerikaanse journalist en auteur van thrillers van Armeense afkomst.
Op dit moment is hij redacteur en columnist voor de Washington Post. Samen met Fareed Zakaria, een redacteur van Newsweek, richtte hij onder de vlag van zijn krant een online discussieforum op over internationale zaken, PostGlobal.

## Biografie
Ignatius is een zoon van Paul Robert Ignatius, secretaris-generaal van de marine en president van de Washington Post. Na enkele prestigieuze middelbare scholen studeerde David Ignatius op King's College in Cambridge. Hij trouwde met Eve Thornberg; samen hebben ze drie dochters.
Na zijn studie ging hij werken bij The Washington Monthly, een maandblad over de Amerikaanse politiek en regering. Hij schreef over het ministerie van Justitie en de CIA. Ook was hij correspondent in het Midden-Oosten. In 1986 vertrok hij naar de Washington Post, alwaar hij (met een pauze van 2000 tot 2002) sindsdien is gebleven. Tussen 2000 en 2002 was hij redacteur bij het International Herald Tribune. Zijn artikelen zijn ook verschenen in het zondagsblad van The New York Times, The Atlantic Monthly, Foreign Affairs en The New Republik.

## Filmografie
- Het Suleiman Spel is in 2007 verfilmd als Body of Lies met in de hoofdrollen Russell Crowe en Leonardo DiCaprio